# Doryopteris quinquelobata
Doryopteris quinquelobata är en kantbräkenväxtart som först beskrevs av Fée, och fick sitt nu gällande namn av Friedrich Ludwig Diels. Doryopteris quinquelobata ingår i släktet Doryopteris och familjen Pteridaceae. Inga underarter finns listade.